# Burg Garz
Die Burg Garz befindet sich an der Ostseite des ehemaligen Rittergutes im gleichnamigen Ort in der Temnitz-Niederung. Garz gehört zur Gemeinde Temnitztal im Landkreis Ostprignitz-Ruppin in Brandenburg. Die Gutsanlage ist denkmalgeschützt.

## Geschichte
Das Dorf Garz wird urkundlich zwar erstmals im Jahre 1364 genannt, dürfte jedoch wesentlich älter sein. Vermutlich wurde es schon im ersten Jahrzehnt des 13. Jahrhunderts auf einem slawischen Siedlungsplatz angelegt. Der Name könnte sich vom slawischen gard bzw. gord für Burg ableiten.
Ob das Dorf bereits zum Zeitpunkt der Gründung im Besitz der Familie von Quast gewesen ist, ist nicht abschließend geklärt. Die Herren von Quast sind urkundlich in Garz ab 1419 in verschiedenen Zweigen nachzuweisen. Der bekannteste Vertreter der Familie dürfte Albrecht Christoph von Quast (1613–1669) sein. Er war Generalwachtmeister und Gouverneur der Festung Spandau.
Vermutlich noch im 13. Jahrhundert erbauten die Herren von Quast einen steinernen Wohnturm, der bis weit in das 17. Jahrhundert zu Wohnzwecken genutzt wurde. Mit der Errichtung eines neuen Herrenhauses um 1705 verlor der Turm seine Bedeutung und wurde in der Folge überwiegend als Lager benutzt. 1945 wurde die Familie von Quast enteignet und konnte schon zuvor nur noch Teile der Garzer Besitzungen halten.

## Anlage
Der fast quadratische Wohnturm mit bis zu 1,40 Meter dicken Wänden besteht aus Feld- und Ziegelsteinen. Er ist ca. 11 Meter hoch. An einer Seite steht ein 1681 errichteter polygonaler Fachwerktreppenturm.
Bei dem vollständig erhaltenen Wohnturm, der ursprünglich wohl von Gräben und einer Palisade umgeben war, handelt es sich um ein einmaliges Zeugnis einer niederadligen mittelalterlichen Dorfburg.

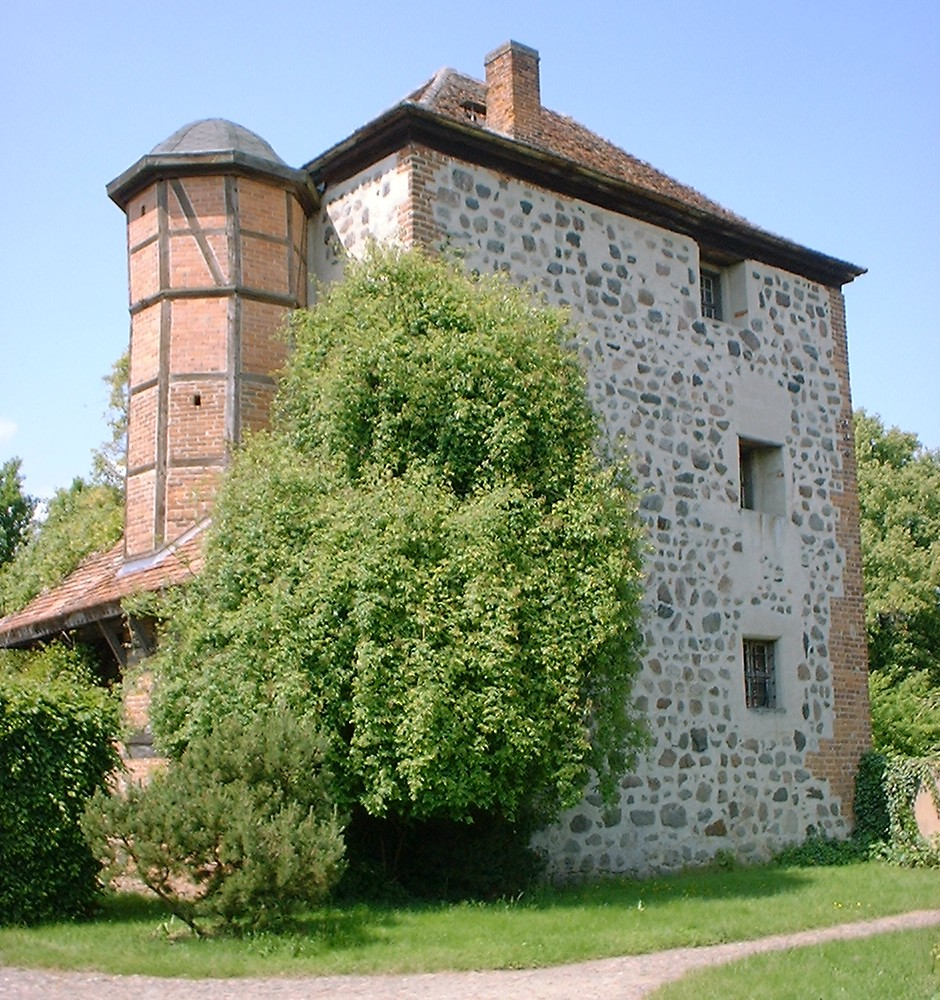
Wohnturm mit Treppenturm von 1681 (2006)
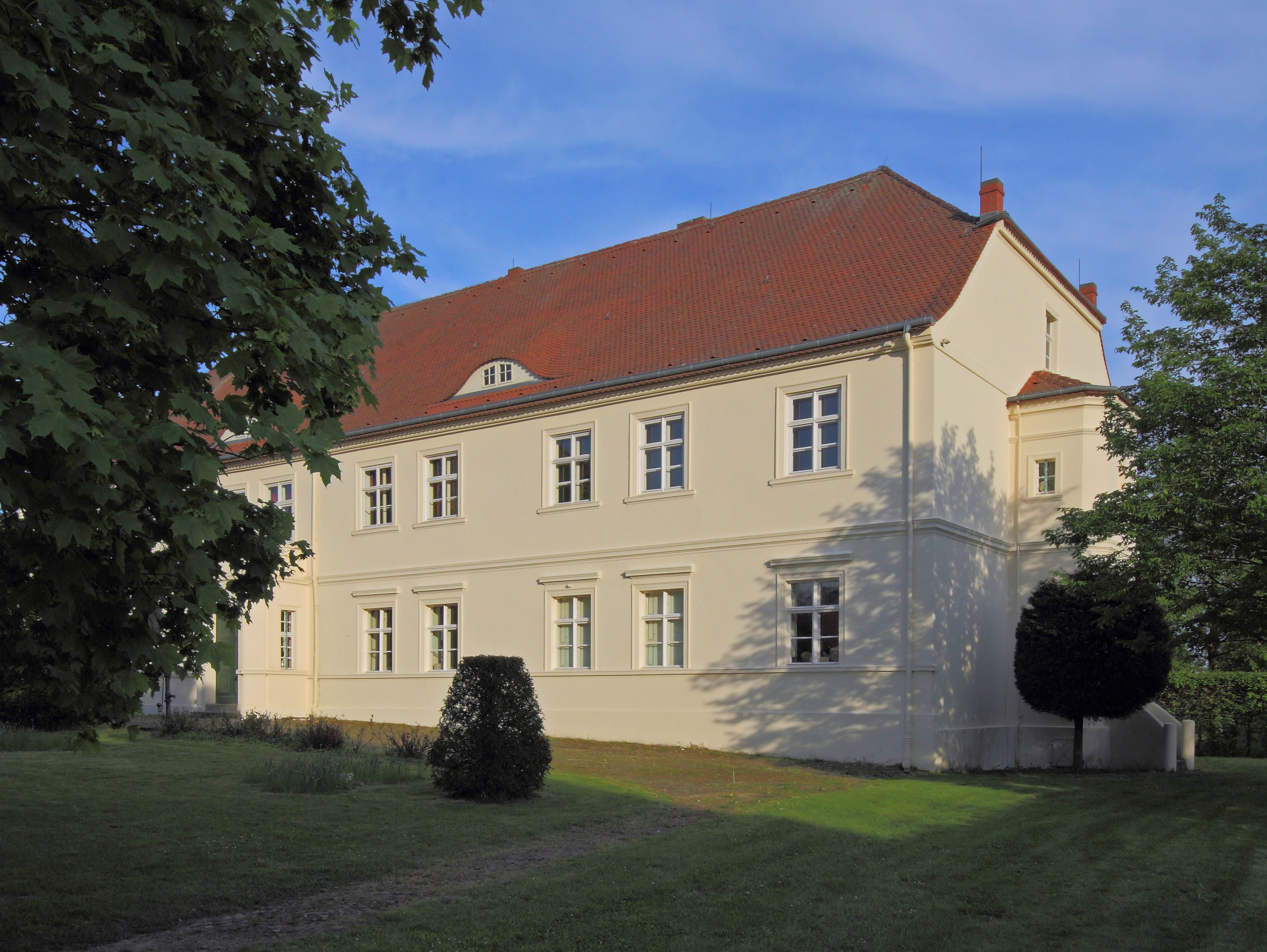
Herrenhaus von 1705 (2013)
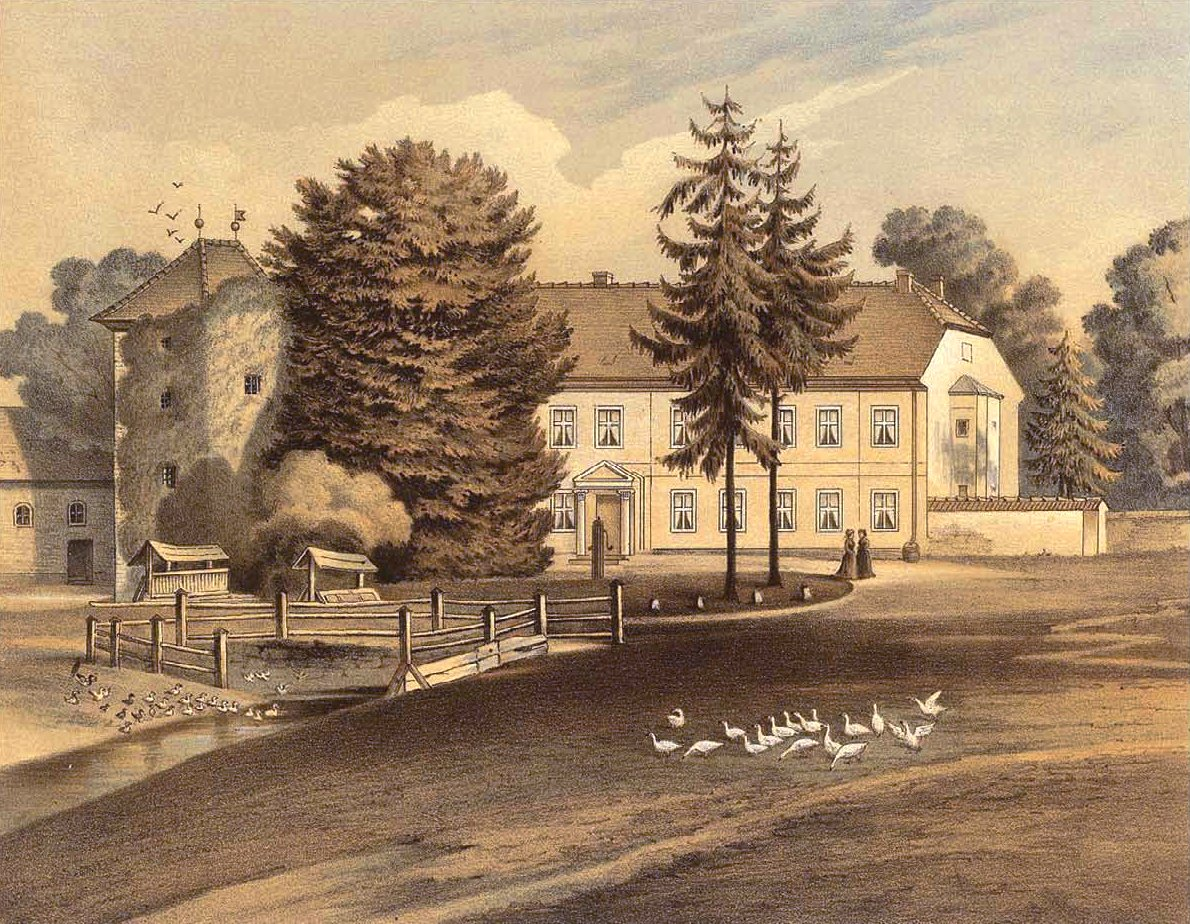
Burg und Herrenhaus um 1865, Sammlung Alexander Duncker